# Nutria
A nutria, más néven hódpatkány vagy mocsári hód (Myocastor coypus) az emlősök (Mammalia) osztályának a rágcsálók (Rodentia) rendjébe, ezen belül a nutriafélék (Myocastoridae) családjába tartozó egyetlen faj.
Egyes rendszerbesorolások szerint a tüskéspatkányfélék (Echimyidae) családjába tartozik Myocastorinae alcsalád néven.

## Előfordulása

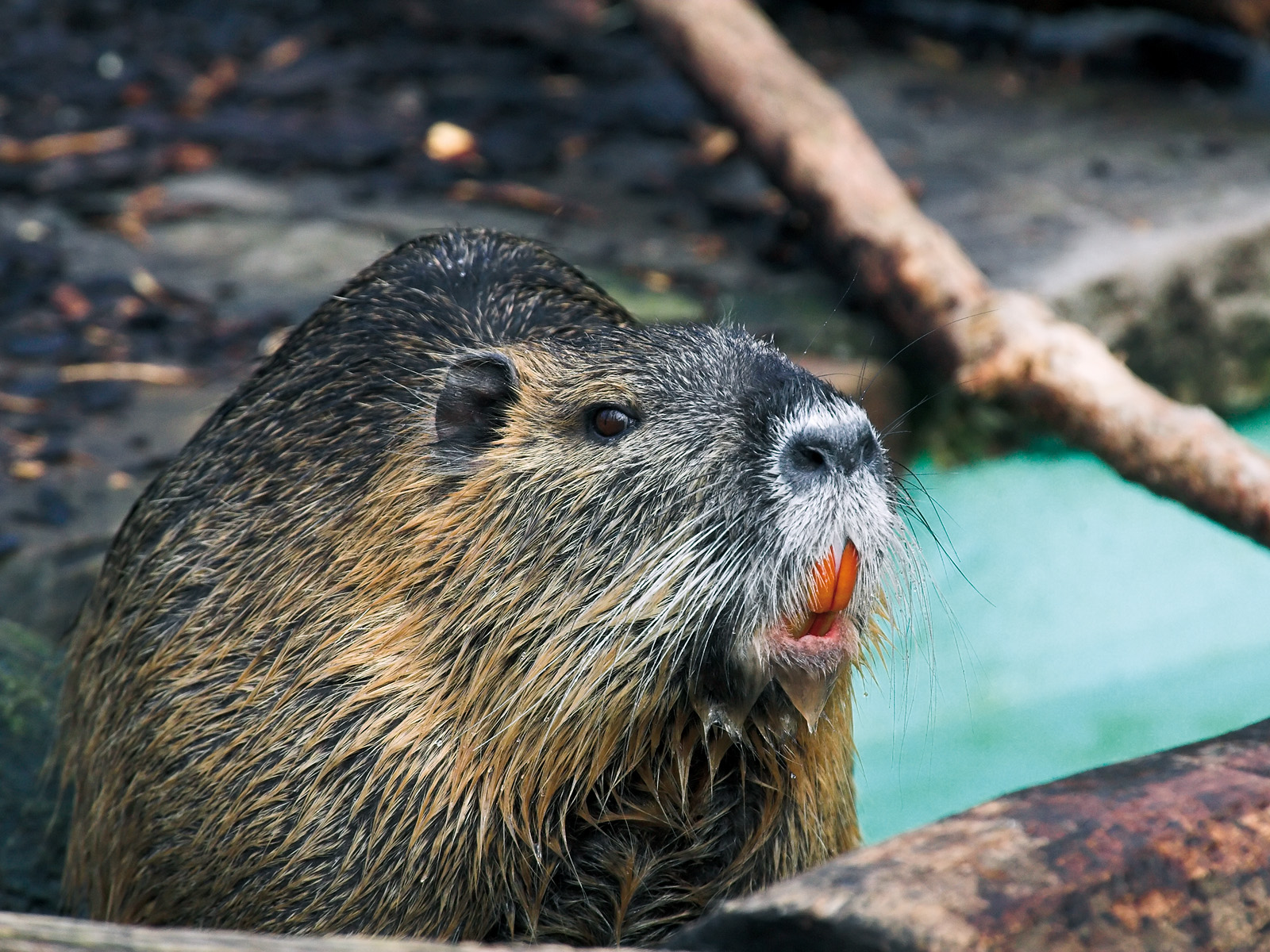

E nevezetes prémes állat hazája a mérsékelt éghajlatú Dél-Amerika nagy része. A hódpatkány a Baktérítőtől délre fekvő országok majd mindegyikében általánosan ismeretes. Elterjedési köre az Atlanti-óceán partjaitól a Csendes-óceán partjáig terjed, s ezt a magas hegység sem szakítja meg, északról dél felé pedig a 24. déli szélességi foktól a 43-ig fordul elő. Rengger szerint, aki 1830-ban írta le az állatot, a tavak és folyamok, főként a csöndes vizek mellékén párosan él. A hódpatkány olyan helyet választ ki, ahol a növényzet buja tenyészete oly tömött lepellel vonja be a vizek tükrét, hogy az állatot is megbírja. Minden pár 1 méter mély és 40–60 cm széles üreget ás magának a parton, amelyben az éjt, s néha a nap egy részét tölti. A hódpatkány kitűnő úszó, az alábukásnak azonban nem mestere. A szárazon lassan mozog, mert lábai olyan rövidek, hogy teste majdnem a földet súrolja. Ezért csakis akkor megy ki a szárazra, mikor a vízkörnyék valamely más részébe akar áttelepedni. Veszedelem esetén rögtön vízbe veti magát s alábukik.
Európában a farmokról kiszökött állatok a szabad természetben önfenntartó populációkat hoztak létre. A természetvédelmi problémák miatt Magyarországon invazív fajnak számít. Mivel elsősorban az állandó vizek mellett, nádasok és mocsarak, folyók, patakok, tavak környékén fordulnak elő, jelentős károkat okozhatnak a partfalakban. A nutria naponta testtömege 25%-ának megfelelő tömegű növényi részt is képes elfogyasztani, ezáltal az őshonos fajaink táplálék-konkurensei, valamint az élőhelyek átalakításával számos őshonos faj életfeltételei romlanak tevékenységük következtében. Magyarországon a Duna-Dráva Nemzeti Parkban és Duna budapesti szakaszán észlelték a jelenlétét, az őshonos eurázsiai hód természetes élőhelyén. 2025-ben már a Kis-Balatonon is megjelent.

## Alfajai
- Myocastor coypus bonariensis Geoffroy, 1806
- Myocastor coypus coypus Molina, 1782
- Myocastor coypus melanops Osgood, 1943
- Myocastor coypus sanctaecruzae Hollister, 1914

## Megjelenése

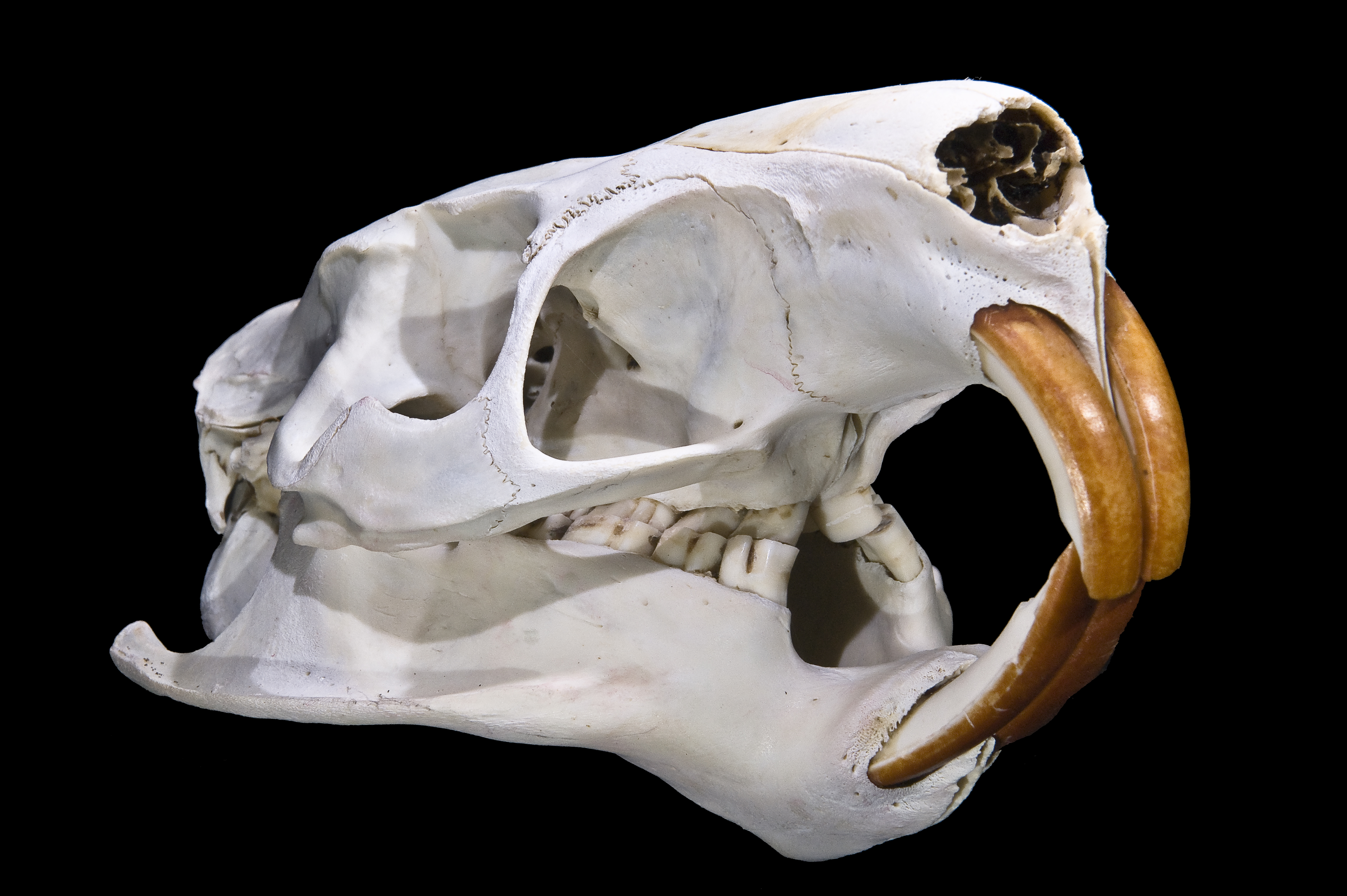
Nutriakoponya

A nutria a legnagyobb rágcsálók egyike. Törzse erőteljes, nyaka rövid és vastag, feje vaskos, hosszas és széles, arcorra tompa, feje búbja lapos. Szeme közepes nagyságú, kerek és kiülő, füle kicsiny, kerekded és szélességénél kissé hosszabb. Végtagjai rövidek és erőteljesek, lábai valamivel hosszabbak, mint karjai. Mellső és hátsó lába is öt ujjú. Lábujjai jóval hosszabbak, mint kézujjai, széles úszóhártyával vannak összekötve, és hosszú, erősen görbült és hegyes karmokkal fegyverzettek, míg belső kézujjain csak lapos köröm van. Hosszú farka hengeres, pikkelyes és meglehetős sűrű, szorosan lesimuló, vastag sörtével borított. Tömött bundájának meglehetősen hosszú és puha a szőrzete, amelynek alapját rövid és puha, csaknem vízhatlan gyapjúszőr alkotja, s erre borul rá a hosszabb, puha, gyönge fényű fedőszőr. Ez utóbbi határozza meg a bunda színét is, mert a gyapjúszőrt teljesen elfedi. Fogazatában a nagy, széles, kiálló, vörhenyes sárga metszőfogak a hódéira emlékeztetnek, zápfogai félig gyökeresek, s rágólapjukon mindkét felől két zománcredő látható.
A hódpatkány nagyságra nézve csaknem a vidrával vetekszik (talán innen a spanyolul vidrát jelentő nutria elnevezés is); testének hossza 40–45 cm, farkáé pedig majdnem ugyanennyi. De néha olyan öreg hímekre is bukkanhatunk, amelyek teljes hosszúsága az 1 métert is eléri. A szőrruha színe a tövén általában szennyes sárga, míg hosszú fedőszőrei sötétebbek. A hát rendesen gesztenyebarnának, az alsó test pedig szürkésbarnának látszik, az orr hegye és az ajkak fehérek vagy világosszürkék. Egyes színváltozatokon sárgásszürke és világosbarna pettyezés, sőt egészen rozsdavörös bunda is látható, amely valószínűleg a nagy elterjedési körzettel dicsekedhető állat különböző vidékekről származó példányait jelzi.

## Életmódja

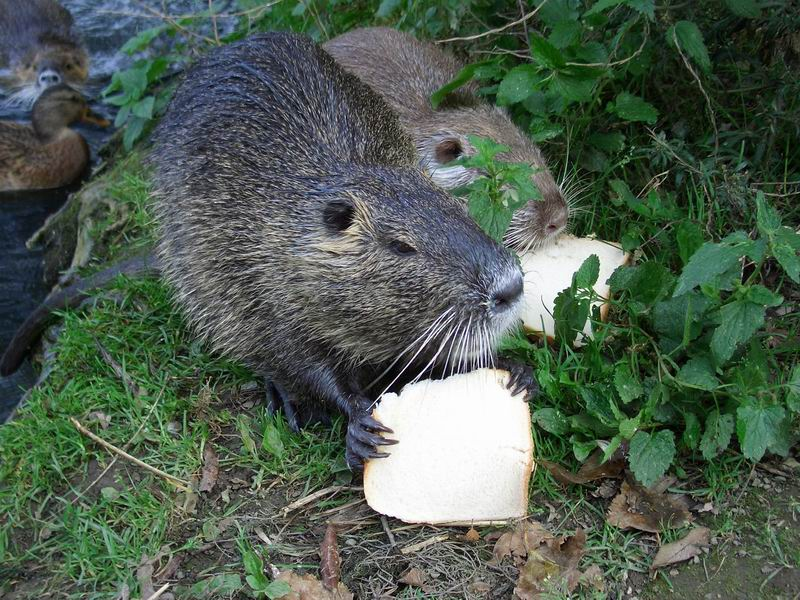
Evés közben

Értelmi képességei csekélyek. Okosnak nem mondhatjuk, jóllehet ápolóját lassanként megismeri. Az öreg korukban elfogott állatok eszeveszetten marnak, s rendszerint meg sem érintik eleségüket, úgyhogy néhány napnál tovább ritkán maradnak életben. Ma a hódpatkány minden állatkertnek állandó lakója, valamelyes vízmedencében biztosan eltartható. „A hódpatkány - írja Wood - gyors és ügyes fickó. Mulatságos viselkedésében magam is sokszor gyönyörködtem, s figyelmemet a legnagyobb mértékben le tudta kötni; amint birodalmában keresztül-kasul úszkált, e közben minden útjába eső, s neki újdonszerűnek látszó tárgyat aprólékosan megvizsgált. Mihelyt egy marok füvet vetnek a medencéjébe, azonnal megragadja kezeivel, hevesen megrázogatja, hogy a gyökereket minden közéjük ragadt földtől megszabadítsa, azután a vízhez viszi s oly ügyesen mossa meg, hogy bármely mosónőnek is becsületére válnék.”
Hangjuk panaszos, nem kifejezetten kellemetlen, de gyakran hallani, mert ezzel hívogatják egymást. Ha az állat felbőszül vagy zavarják, haragos morgást vagy dörmögést hallat. Legkedveltebb eledele a fű, de a gyökereket, gumókat, leveleket és magvakat, sőt fogságban a kenyeret sem veti meg. Éppoly örömest eszi meg a húst is, például a halat. E tekintetben valóban inkább a patkányhoz és nem a hódhoz hasonlít. A füvet ügyesen legeli le, az egészben elébe vetett eleséget mancsaiba fogva veszi a szájába. A fogvatartott hódpatkány tél felé tágasabb üreget és sok mély folyosót ás, katlanját puhára béleli, s erre a célra az eleségül kapott fűből sokat behord a vackába.

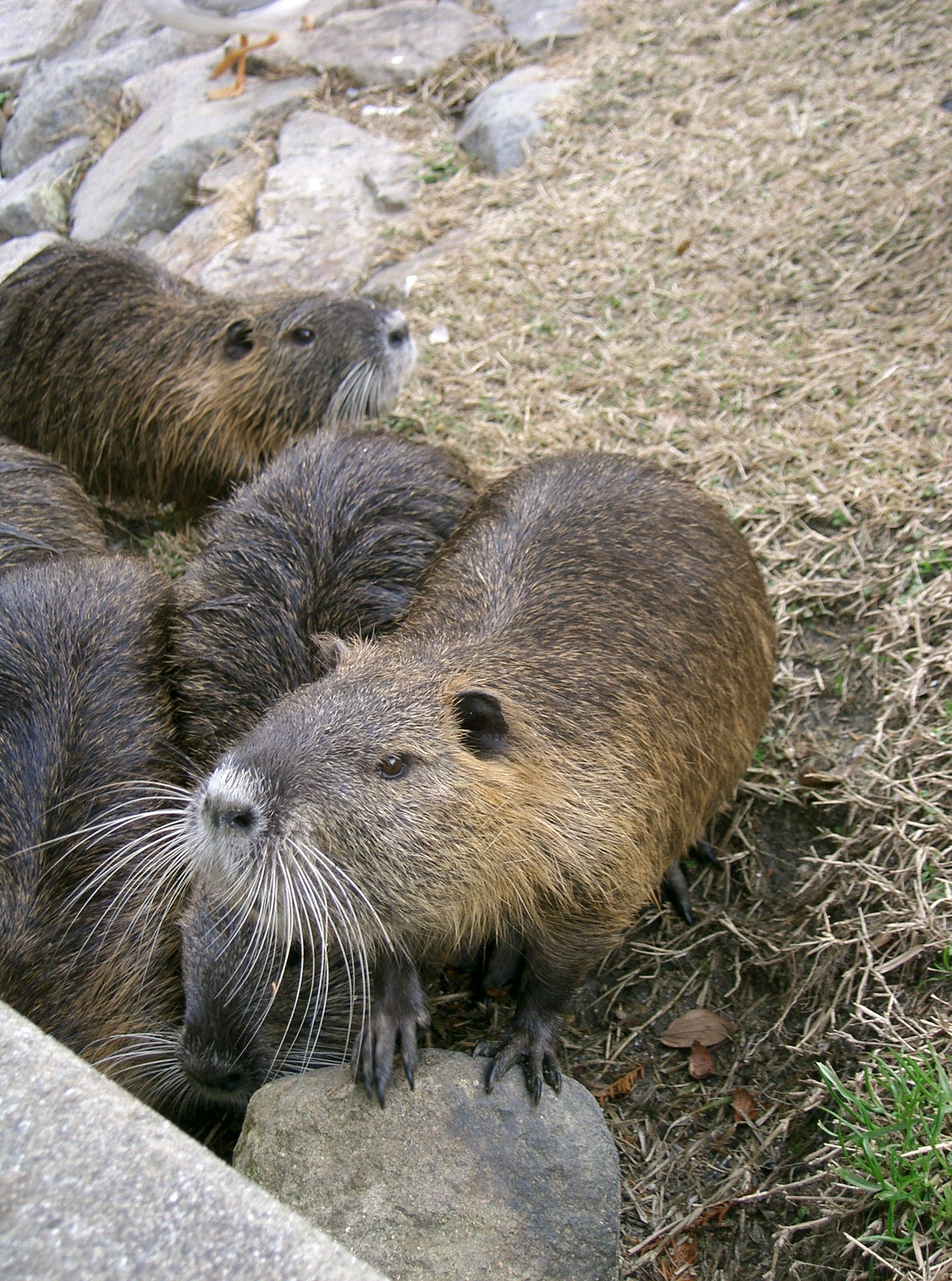

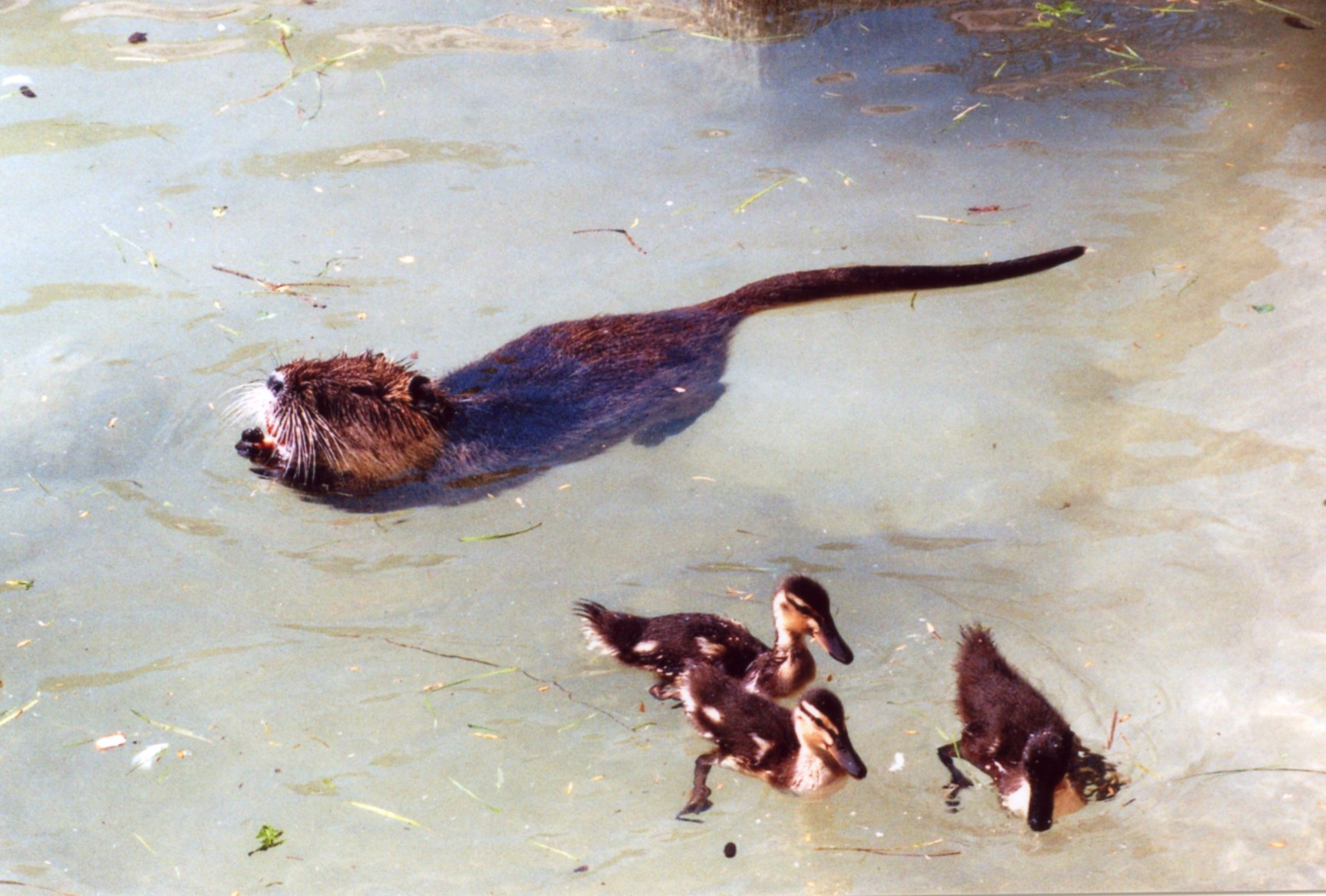

Mivel a hódpatkány ápolása végtelenül egyszerű, eltartása könnyű és olcsó, az állat pedig nagyon szapora, tenyésztésre minden állatkedvelőnek melegen ajánlható. Magyarországon azonban 2010 óta kedvtelésből való tartása, szaporítása és forgalomba hozatala tilos, mivel az őshonos növény- és állatvilágra ökológiai szempontból veszélyes, invazív fajnak minősül.
A hódpatkányt értékes bundájáért serényen vadásszák. 1923-ig évente 15–20 000 bőrt hoztak az európai piacra. E század elején évenként mintegy 1,5 millió bőr került a kereskedelembe, ebből a gyengébb minőségűeket – mintegy egyharmadát az egész tömegnek – nemezgyártáshoz használták föl. A hosszú és tömött szőrűeket pedig, miután a hosszabb szőrt kitépték, festve, vagy természetes színükben prémek beszegésére használták. De a hódpatkány prémjének kelendősége csak akkor lendült fel igazán, amikor megtalálták a fedőszőrök kitépésének olyan módját, hogy nyomaik sem látszottak meg. A bőrök legnagyobb része Hamburgba kerül, mert ez a hódpatkány-prém legnagyobb piaca; egy részük azonban közvetlenül Lipcsébe is eljut. A nutriának – minden más prémes állattal ellentétben – nem hátán, hanem hasán van az értékesebb prémje, emiatt az állatot nyúzáskor nem a hasán, mint általában mindegyiket, hanem a hátán vágják fel. A legjobb prémet Patagónia szolgáltatja, jelesen a Rio-Chubut vízkörnyéke.
A hódpatkány a Gran Chaco még teljesen néptelen őserdős és mocsaras vidéken él a legnagyobb tömegben, csakhogy az innen származó prém a meleg éghajlat következtében csekélyebb értékű. Nyáron nem igen fogják az állatot, Argentínában ezt meg is akarják szüntetni, újabban szabályozzák is a vadászatát. Az állat fehér, jóízű húsát a bennszülöttek sok helyütt megeszik.
A hódpatkányt Buenos Airesben többnyire az erre a célra idomított kutyákkal vadásszák, amelyek a vízbe is utána mennek és puskavégre hajtják, sőt küzdelembe is bocsátkoznak velük, jóllehet a nagy rágcsálók bátran és szívósan védekeznek. Kedvenc tartózkodási helyének sekélyebb pontjain és üregeinek bejárata előtt csapóvasakat állítanak föl. Paraguayban csak akkor lövik, ha véletlenül találkoznak vele. Az állatot nem könnyű meglepni, mert a legcsekélyebb neszre megfutamodik és elrejtőzik. Fejbelövést követően többnyire kárba vész, mert az állat nyomban elmerül.